# Centre technique IFCE d'Amboise
Le Centre IFCE d'Amboise est une implantation de l'Institut français du cheval et de l'équitation (IFCE), située à Amboise, propriété du lycée viticole, et ouverte en 2011. Hébergeant une école d'attelage, il accueille les premières journées régionales des équidés de travail en mars 2018, puis un concours international d'attelage de tradition en septembre 2018. Les formations hippiques y sont dispensées par le lycée agricole.